# Les Deux Tours
Pour les articles homonymes, voir Les Deux Tours (homonymie).
Les Deux Tours (The Two Towers) est le second volet du roman Le Seigneur des anneaux de J. R. R. Tolkien. Il a paru au Royaume-Uni chez Allen & Unwin le 11 novembre 1954, et chez Houghton Mifflin aux États-Unis le 21 avril 1955.

## Titre
Tolkien envisage initialement de publier Le Seigneur des anneaux en  un seul volume divisé en six « livres ». Les Deux Tours reprend les livres III et IV, que Tolkien propose d'intituler respectivement The Treason of Isengard (« la Trahison d'Isengard ») et The Journey of the Ringbearers (« le voyage des porteurs de l'Anneau ») ou The Ring Goes East (« l'anneau va à l'est »). Les titres The Treason of Isengard et The Ring Goes East sont utilisés dans la Millennium edition parue en 2000.
De son côté l'éditeur décide de publier l'œuvre en trois tomes. Tolkien écrit « Les Deux Tours est ce qu'on peut trouver de plus proche pour recouvrir les livres III et IV qui sont largement divergents ; et cela laisse de l'ambiguité. ».
Dans des lettres à Rayner Unwin, Tolkien envisage d'identifier les deux tours comme celles d'Orthanc et de Barad-dûr, ou de Minas Tirith et Barad-dûr, ou bien encore d'Orthanc et Cirith Ungol. Cependant, un mois plus tard, il écrit une note publiée à la fin de La Communauté de l'anneau et plus tard dessine une illustration de couverture, qui toutes les deux identifient les deux tours comme celles de Minas Morgul et d'Orthanc. Dans l'illustration, Orthanc est représentée par une tour noire, avec trois cornes et le signe de la main blanche ; Minas Morgul est une tour blanche avec un fin croissant de lune à l'arrière-plan, en référence à son nom d'origine, Minas Ithil, « la tour de la lune levante » ; entre les deux tours vole un Nazgûl.

## Résumé

### Livre III
Le premier Livre des Deux Tours suit le parcours des personnages autres que Frodon et Sam. Les Uruk-hai s'emparent de Merry et Pippin. Boromir, venu à leur secours, meurt sous les flèches des assaillants avant qu'Aragorn, Legolas et Gimli ne puissent le rejoindre, ces deux derniers ayant été distraits dans des combats annexes tandis qu'Aragorn cherchait à suivre la piste de Frodon. Après avoir confié la dépouille de Boromir au fleuve Anduin, les trois rescapés partent secourir Merry et Pippin, tandis que les Uruk-hai courent vers l'Isengard.
La piste prise par les Uruk-Hai est facile à suivre, mais ils sont rapides et possèdent une avance importante. Aragorn, Legolas et Gimli les suivent pendant trois jours et trois nuits, mais ils sont interceptés en pleine nuit par les cavaliers d'Éomer qui affirme avoir massacré tous les Orques et n'avoir trouvé aucun Hobbit. Les trois compagnons arrivent sur les lieux de la bataille, et, Aragorn voyant dans les traces de la bataille que les hobbits ont pu s'échapper, ils décident d'aller leur porter secours dans la forêt de Fangorn. Au lieu des Hobbits, ils rencontrent Gandalf, renvoyé sur la Terre du Milieu pour finir sa mission et désormais vêtu de blanc.
Pendant ce temps, Merry et Pippin, alors qu'ils montaient sur une colline de la forêt, rencontrent un Ent, il s'agit de Fangorn lui-même, que l'on appelle plus couramment Barbebois ou Sylvebarbe ; celui-ci les entraîne au plus profond de la forêt où doit se tenir le conseils des Ents, événement qui n'a pas eu lieu depuis un temps très long.
Gandalf, Aragorn, Legolas et Gimli chevauchent vers Edoras où règne le roi Théoden, dont l'esprit est tombé sous l'emprise de Saroumane à cause de son conseiller Gríma, à la solde du magicien. Gandalf parvient cependant à libérer le roi de Saroumane ; il peut alors se rendre compte de la situation critique dans laquelle est le Rohan : les Uruk-hai de Saroumane et les hommes de l'ouest, ennemis héréditaires du peuple du Rohan, dévastent librement le pays, tuant, pillant et brûlant. La guerre contre l'Isengard est déjà commencée. Théoden prend alors la décision d'aller combattre dans la forteresse de Fort le Cor, citadelle réputée imprenable qui déjà les sauva par le passé. Les femmes et les enfants partent avec la princesse Éowyn pour le refuge de Dunharrow, pendant que les soldats s'en vont à la forteresse. Gandalf s'en va dans le pays pour réunir les forces dispersées du Rohan et venir en aide à la troupe royale. 
Pendant ce temps-là, après délibération du conseil, les Ents décident d'entrer en guerre contre l'Isengard parce que Saroumane s'est attaqué à la forêt pour alimenter ses forges. Ils marchent donc sur Angrenost avec Merry et Pippin et parviennent à le noyer sous les eaux de l'Isen. Puis ils se rendent à la gorge de Helm où sont déjà les armées de Saroumane et de ses alliés.
La bataille commence, les armées de Saroumane sont plusieurs fois repoussées, mais un maléfice du magicien multicolore fait une brèche dans la muraille. Eomer, Gimli et de nombreux autres sont repoussés vers les cavernes tandis qu'Aragorn, Théoden et Legolas défendent la citadelle. Alors que tout semble perdu arrive Gandalf accompagné des hommes d'Erkenbrand : unis aux armées du fort, ils parviennent à repousser les soldats de l'Isengard jusqu'à la forêt formée par les Ents.

### Livre IV
Le livre IV suit les aventures de Sam et Frodon qui rencontrent Gollum, Faramir et les troupes du Gondor, le passage en escalier de Cirith Ungol, la séparation de Sam et Frodon et la traîtrise de Gollum qui envoie celui-ci contre l'araignée géante Araigne. Celle-ci bat en retraite à la suite du combat contre Sam. Le livre s'arrête au moment où Frodon, que Sam croit mort (alors qu'il est seulement inconscient à cause du poison injecté par l'araignée), est attrapé par les Orques qui le mènent à la tour de Cirith Ungol. Sam choisit de les suivre en cachette.

## Écriture
Tolkien commence le livre III fin 1941 qu'il achève en automne 1942. Le livre ne progresse plus avant le printemps 1944, lorsque Tolkien entame « dans la douleur » le livre IV. Tolkien écrit les chapitres et les fait lire au fur et à mesure à son ami C. S. Lewis et à son fils Christopher, alors en Afrique du Sud pour s'entraîner avec la Royal Air Force. Tous deux sont très enthousiastes, ce qui motive Tolkien : il achève le Livre IV à la fin du mois de mai. Il s'arrête alors longuement avant de commencer Le Retour du roi.
Les brouillons de ce tome ont été publiés par Christopher Tolkien dans les tomes 7 et 8 de l'Histoire de la Terre du Milieu, intitulés The Treason of Isengard et The War of the Ring et non traduits en français.

## Publication
Il est paru au Royaume-Uni chez Allen & Unwin le 11 novembre 1954, et chez Houghton Mifflin aux États-Unis le 21 avril 1955.

## Traduction
La traduction française, réalisée par Francis Ledoux est publiée en 1972. À la suite de nouvelles traduction du Hobbit et de la Fraternité de l’Anneau, une nouvelle traduction réalisée par Daniel Lauzon est publiée en octobre 2015 aux éditions Christian Bourgois.

## Accueil critique
The New York Times publie à sa sortie une critique très positive : « an extraordinary work-pure excitement, unencumbered narrative, moral warmth, barefaced rejoicing in beauty, but excitement most of all ».

## Adaptations

### Jeux de société
Le Seigneur des Anneaux - les Deux Tours est un jeu de cartes de Ravensburger (2002).

### Jeux vidéo
Le Seigneur des anneaux : Les Deux Tours est un jeu vidéo d'action d'Electronic Arts (2002) jouable sur PlayStation 2, Xbox, Game Cube, Game Boy Advance et PC.

### Films
Le Seigneur des anneaux : Les Deux Tours est un film néo-zélandais réalisé par Peter Jackson en 2002. En 2003 il reçoit l'Oscar des meilleurs effets visuels et l'Oscar du meilleur mixage de son.